# Несбитт, Кэтлин
Кэтлин Мэри Несбитт CBE (англ. Cathleen Mary Nesbitt, 24 ноября 1888 — 2 августа 1982) — британская актриса.

## Биография
Кэтлин Несбитт родилась в английском графстве Чешир в 1888 году, образование получила во Франции в Льзье и Сорбонне, а также обучалась в Белфасте в университете Квинс. Её дебют на лондонской сцене состоялся в 1910 году в ревю Артура Уинга Пинеро «Кабинет министра». Год спустя она присоединилась к одной из ирландских театральных трупп, вместе с которой отправилась в США, где в том же году состоялся её бродвейский дебют в постановке «Святой источник».
В 1912 году Несбитт познакомилась с английским поэтом Рупертом Бруком, с которым у неё завязались близкие отношения. Брук писал для актрисы любовные сонеты, и дело даже дошло до помолвки, но в 1915 году он скончался от сепсиса, которым заразился после вступления в ряды британской армии в годы Первой мировой войны. После его смерти, Несбитт вернулась в США, где последующий год играла на Бродвее. Конец десятилетия она провела на родине, где у неё были многочисленных роли на театральных сценах Лондона. В 1920 году актриса вышла замуж за адвоката Сесила Ромажа, ставшего отцом её двоих детей. После нескольких лет брака супруги расстались. хотя их развод так и не был оформлен.
В 1919 году состоялся дебют Кэтлин Несбитт на большом экране, появляясь последующие три десятилетия переменно в кино и на театральной сцене. В 1954 году состоялся её голливудский дебют в картине «Три монеты в фонтане». Далее последовали роли в картинах «Чёрная вдова» (1954), «Любовь императора Франции» (1954), «Незабываемый роман» (1957), «За отдельными столиками» (1958) и «Ловушка для родителей» (1961). В то же время она вела и успешную карьеру на Бродвее, появившись в знаменитых постановках «Жижи» (1951), «Прекрасная Сабрина» (1953), «Анастасия» (1954) и «Моя прекрасная леди» (1956). Роль миссис Хиггинс из последней она вновь сыграла в 1981 году в возрасте 90 лет в возрождённой бродвейской постановке. Одни из последних своих киноролей Кэтлин Несбитт исполнила в картинах «Французский связной 2» (1975), «Семейный заговор» (1976) и «Замкнутый круг» (1977).
Последние годы жизни актриса провела в Великобритании, где получила звание командора Ордена Британской империи. В 1973 году была опубликована её автобиография под названием «Маленькая любовь и хорошая компания». Кэтлин Несбитт скончалась в возрасте 93 лет в Лондоне 2 августа 1982 года.